# Santa Maria de Gràcia de la Granadella
Santa Maria de Gràcia de la Granadella és una obra del municipi de la Granadella a la comarca de les Garrigues declarada bé cultural d'interès nacional.

## Descripció
És un edifici de tres naus i cúpula sobre el creuer i presbiteri quadrat. L'interior era sumptuosament decorat amb pintures murals i diversos retaules barrocs, entre d'altres el de Sant Ignasi, obra de l'escultor Lluís Bonifaç i Massó. Però tot plegat desaparegué el 1936. El que ens dona mesura de l'ambició del projecte és la imatge emfàtica dels volums exteriors, especialment del cimbori, el campanar i la façana. El cimbori té una alta llanterna decorada amb volutes a manera de contrafort, coronades amb pinacles. El campanar, molt alt, és al flanc de la façana, als peus de la nau dreta. És format per tres cossos, els dos superiors de secció vuitavada en què alternen finestres de mig punt amb pilastres adossades a les cantoneres, sota una coberta de caràcter centreeuropeu.
La façana, finalment, és dividida en tres cossos per pilastres adossades, amb un coronament ondulat que recorda la tipologia de Sant Felip Neri de Barcelona o de Sant Celoni. S'accedeix per una escalinataa a la porta d'arc rebaixat, que és flanquejada per dos parells de columnes sobre basaments amb atlants. Damunt l'entaulament que sostenen hi ha una fornícula amb un crucifix, voltada de volutes i enfilalls de fruita.
Les dimensions, la volguda sumptuositat decorativa i el seu acurat disseny fan d'aquest temple una obra notable del darrer barroc i justifiquen que fos anomenat la catedral de les Garrigues.

## Història
La primera referència de l'església la trobem al testament del mestre Radulf el 1187, quan cedeix part dels seus béns. El 1361 tenim documentada també una visita pastoral. Durant la primera guerra carlina fou molt malmesa.
A mitjan segle xviii, en un moment de prosperitat econòmica gràcies al desenvolupament agrícola, es construí a un extrem de la població una església de nova planta, sota l'advocació del Sant Crist i Santa Maria. Aquesta és l'actual parròquia. La construcció s'inicià el 1764.
A títol d'anècdota, la imatge del Sant Crist del cambril de l'altar major, segons la llegenda fou trobada a una ermita al lloc de l'actual església, i és molt arrelada al cor dels veïns, que sempre li han expressat una devoció especial.